# Håndboldligaen 2024/25
Die Håndboldligaen 2024/25 war die 89. Spielzeit der höchsten dänischen Spielklasse im Handball der Männer.

## Modus
In dieser Saison spielten im Grunddurchgang (dänisch Grundspil) 14 Mannschaften im Modus „Jeder gegen jeden“ mit je einem Heim- und Auswärtsspiel.
Abstiegsrunde
Der Tabellenletzte des Grunddurchgangs stieg direkt in die zweite dänische Liga ab. Die Mannschaften auf den Plätzen 9 bis 13 spielten in einer einfachen Runde jeder gegen jeden die weiteren Platzierungen aus, wobei das schlechteste Team anschließend in der Relegation im Modus Best-of-3 gegen den Sieger der Aufstiegsrelegation der zweiten dänischen Liga antreten musste.
Meisterschaftsrunde
Die besten acht Mannschaften des Grunddurchgangs qualifizierten sich für die Meisterrunde, in der zunächst in zwei Vierergruppen (dänisch Slutspil pulje 1+2) erneut jeder gegen jeden antrat. Die beiden besten Mannschaften jeder Gruppe traten im Halbfinale (dänisch Semifinaler pulje 1+2) überkreuz gegeneinander im Modus Best-of-3 an. Die Verlierer der Halbfinals traten im Spiel um Bronze (dänisch Bronzekampe) erneut im Modus Best-of-3 gegeneinander an. Die Sieger der Halbfinals spielten im Finale (dänisch Finalekampe) im Modus Best-of-3 um die dänische Meisterschaft.
Europapokalteilnehmer
Der dänische Meister Aalborg Håndbold sowie GOG, die ein Upgrade von der Europäischen Handballföderation erhielten, nehmen an der EHF Champions League 2025/26 teil. Fredericia HK, Skanderborg-Århus Håndbold und Mors-Thy Håndbold nehmen an der EHF European League 2025/26 teil.
Skjern Håndbold, obwohl sie das Finale um die dänische Meisterschaft erreicht hatten, erhielten als achtplatzierte Mannschaft des Grunddurchgangs keinen Startplatz für den Europapokal. Daraufhin behielt sich Skjern vor, gegen die Regelung der Håndboldligaen zu klagen.

## Grunddurchgang
| Pl.                                      | Verein                     | Sp. | S  | U | N  | Tore      | Diff. | Punkte  |
| ---------------------------------------- | -------------------------- | --- | -- | - | -- | --------- | ----- | ------- |
| 1.                                       | Aalborg Håndbold (M)       | 26  | 22 | 1 | 3  | 0859:7540 | +105  | 045:70  |
| 2.                                       | GOG                        | 26  | 17 | 3 | 6  | 0807:7760 | +31   | 037:150 |
| 3.                                       | Fredericia HK              | 26  | 16 | 2 | 8  | 0784:7180 | +66   | 034:180 |
| 4.                                       | Mors-Thy Håndbold          | 26  | 12 | 8 | 6  | 0837:7910 | +46   | 032:200 |
| 5.                                       | Skanderborg-Århus Håndbold | 26  | 14 | 3 | 9  | 0774:7600 | +14   | 031:210 |
| 6.                                       | Bjerringbro-Silkeborg      | 26  | 13 | 4 | 9  | 0789:7810 | +8    | 030:220 |
| 7.                                       | Team Tvis Holstebro        | 26  | 13 | 3 | 10 | 0833:7990 | +34   | 029:230 |
| 8.                                       | Skjern Håndbold            | 26  | 12 | 4 | 10 | 0805:7530 | +52   | 028:240 |
| 9.                                       | Sønderjyske Herrehåndbold  | 26  | 9  | 4 | 13 | 0767:7700 | −3    | 022:300 |
| 10.                                      | TMS Ringsted               | 26  | 10 | 2 | 14 | 0804:8410 | −37   | 022:300 |
| 11.                                      | Nordsjælland Håndbold      | 26  | 9  | 1 | 16 | 0773:7990 | −26   | 019:330 |
| 12.                                      | Ribe-Esbjerg HH            | 26  | 5  | 3 | 18 | 0739:7820 | −43   | 013:390 |
| 13.                                      | Grindsted GIF (N)          | 26  | 4  | 4 | 18 | 0694:8000 | −106  | 012:400 |
| 14.                                      | KIF Kolding                | 26  | 2  | 6 | 18 | 0694:8350 | −141  | 010:420 |
| Quelle: Flashscore, Stand: 30. Juni 2025 |                            |     |    |   |    |           |       |         |

| Legende |                                    |
| (M)     | Dänischer Meister der Vorsaison    |
| (N)     | Aufsteiger aus der der 1. Division |
|         | Dänischer Meister 2024/25          |
|         | Teilnehmer an der Meisterrunde     |
|         | Teilnehmer Abstiegsrunde           |
|         | Abstiegsplatz                      |

## Abstiegsrunde
Die neunt- und zehntplatzierten Mannschaften des Grunddurchgangs (Sønderjyske Herrehåndbold und TMS Ringsted) erhielten je zwei Punkte zusätzlich, die elft- und zwölftplatzierten Mannschaften (Nordsjælland Håndbold und Ribe-Esbjerg HH) je einen Punkt. Bei Punktgleichheit entschied der direkte Vergleich.
| Pl.                                      | Verein                    | Sp. | S | U | N | Tore      | Diff. | Punkte |
| ---------------------------------------- | ------------------------- | --- | - | - | - | --------- | ----- | ------ |
| 1.                                       | Sønderjyske Herrehåndbold | 4   | 2 | 1 | 1 | 0114:1070 | +7    | 05:30  |
| 2.                                       | Ribe-Esbjerg HH           | 4   | 3 | 0 | 1 | 0112:970  | +15   | 06:20  |
| 3.                                       | Nordsjælland Håndbold     | 4   | 2 | 1 | 1 | 0102:1010 | +1    | 05:30  |
| 4.                                       | TMS Ringsted              | 4   | 0 | 1 | 3 | 0110:1240 | −14   | 01:70  |
| 5.                                       | Grindsted GIF             | 4   | 1 | 1 | 2 | 0113:1220 | −9    | 03:50  |
| Quelle: Flashscore, Stand: 30. Juni 2025 |                           |     |   |   |   |           |       |        |

### Relegation
Gespielt wurde im Modus Best-of-3, wobei die Mannschaft, die zuerst drei Punkte erreichte, an der Håndboldligaen 2024/25 teilnahm. Bei Gleichstand nach drei Spielen entschied ein Siebenmeterwerfen direkt nach dem dritten Spiel.
| Datum        | Team 1        | Ergebnis | Team 2        |
| ------------ | ------------- | -------- | ------------- |
| 17. Mai 2025 | Grindsted GIF | 31:32    | Skive fH      |
| 21. Mai 2025 | Skive fH      | 29:37    | Grindsted GIF |
| 25. Mai 2025 | Grindsted GIF | 27:26    | Skive fH      |

## Meisterschaftsrunde

### Gruppe 1
| Pl.                                      | Verein                     | Sp. | S | U | N | Tore      | Diff. | Punkte |
| ---------------------------------------- | -------------------------- | --- | - | - | - | --------- | ----- | ------ |
| 1.                                       | Aalborg Håndbold           | 6   | 5 | 1 | 0 | 0182:1580 | +24   | 011:10 |
| 2.                                       | Skjern Håndbold            | 6   | 2 | 2 | 2 | 0181:1760 | +5    | 06:60  |
| 3.                                       | Skanderborg-Århus Håndbold | 6   | 2 | 1 | 3 | 0180:1920 | −12   | 05:70  |
| 4.                                       | Mors-Thy Håndbold          | 6   | 0 | 2 | 4 | 0189:2060 | −17   | 02:100 |
| Quelle: Flashscore, Stand: 30. Juni 2025 |                            |     |   |   |   |           |       |        |

### Gruppe 2
| Pl.                                      | Verein                | Sp. | S | U | N | Tore      | Diff. | Punkte |
| ---------------------------------------- | --------------------- | --- | - | - | - | --------- | ----- | ------ |
| 1.                                       | GOG                   | 6   | 4 | 1 | 1 | 0176:1760 | ±0    | 09:30  |
| 2.                                       | Team Tvis Holstebro   | 6   | 3 | 2 | 1 | 0183:1770 | +6    | 08:40  |
| 3.                                       | Bjerringbro-Silkeborg | 6   | 2 | 1 | 3 | 0183:1810 | +2    | 05:70  |
| 4.                                       | Fredericia HK         | 6   | 1 | 0 | 5 | 0171:1790 | −8    | 02:100 |
| Quelle: Flashscore, Stand: 30. Juni 2025 |                       |     |   |   |   |           |       |        |

### Halbfinale
Gespielt wurde im Modus Best-of-3, wobei die Mannschaft, die zuerst drei Punkte erreicht, in das Finale einzieht. Bei Gleichstand nach drei Spielen entschied ein Siebenmeterwerfen direkt nach dem dritten Spiel.
| Datum        | Team 1              | Ergebnis | Team 2              |
| ------------ | ------------------- | -------- | ------------------- |
| 25. Mai 2025 | Aalborg Håndbold    | 28:23    | Team Tvis Holstebro |
| 28. Mai 2025 | Team Tvis Holstebro | 31:37    | Aalborg Håndbold    |
| 25. Mai 2025 | GOG                 | 25:19    | Skjern Håndbold     |
| 28. Mai 2025 | Skjern Håndbold     | 38:27    | GOG                 |
| 31. Mai 2025 | GOG                 | 26:28    | Skjern Håndbold     |

### Spiel um Platz 3
Gespielt wurde im Modus Best-of-3, wobei die Mannschaft, die zuerst drei Punkte erreicht, den dritten Rang erreichte. Bei Gleichstand nach drei Spielen entschied ein Siebenmeterwerfen direkt nach dem dritten Spiel.
| Datum         | Team 1              | Ergebnis | Team 2              |
| ------------- | ------------------- | -------- | ------------------- |
| 4. Juni 2025  | GOG                 | 29:30    | Team Tvis Holstebro |
| 7. Juni 2025  | Team Tvis Holstebro | 32:33    | GOG                 |
| 11. Juni 2025 | GOG                 | 38:30    | Team Tvis Holstebro |

### Finalspiele
Gespielt wurde im Modus Best-of-3, wobei die Mannschaft, die zuerst drei Punkte erreicht, den dritten Rang erreichte. Bei Gleichstand nach drei Spielen entschied ein Siebenmeterwerfen direkt nach dem dritten Spiel.
| Datum        | Team 1           | Ergebnis | Team 2           |
| ------------ | ---------------- | -------- | ---------------- |
| 4. Juni 2025 | Aalborg Håndbold | 26:22    | Skjern Håndbold  |
| 7. Juni 2025 | Skjern Håndbold  | 26:29    | Aalborg Håndbold |

## Meistermannschaft
Für den dänischen Meister Aalborg Håndbold kamen folgende Spieler unter Trainer Simon Dahl, der im Saisonverlauf Maik Machulla abgelöst hatte, zum Einsatz:
| Position        | Spieler                 | Spiele | Tore |
| --------------- | ----------------------- | ------ | ---- |
| Tor             | Fabian Norsten          | 36     | 3    |
| Tor             | Niklas Landin Jacobsen  | 28     | 3    |
| Tor             | Anton Hellberg          | 6      | 0    |
| Linksaußen      | Sebastian Barthold      | 33     | 92   |
| Linksaußen      | Buster Juul             | 26     | 75   |
| Rückraum links  | Lukas Nilsson           | 26     | 70   |
| Rückraum links  | Aleks Vlah              | 34     | 110  |
| Rückraum links  | Marinus Munk            | 35     | 86   |
| Rückraum Mitte  | Thomas Sommer Arnoldsen | 21     | 118  |
| Rückraum Mitte  | Henrik Møllgaard        | 30     | 6    |
| Rückraum Mitte  | Miguel Martins          | 24     | 47   |
| Rückraum rechts | Mads Hoxer Hangaard     | 22     | 95   |
| Rückraum rechts | Martin Larsen           | 30     | 22   |
| Rückraum rechts | Jack Thurin             | 34     | 102  |
| Rechtsaußen     | Patrick Wiesmach        | 25     | 56   |
| Rechtsaußen     | Kristian Bjørnsen       | 31     | 72   |
| Kreisläufer     | Simon Hald Jensen       | 36     | 51   |
| Kreisläufer     | René Antonsen           | 27     | 16   |

## Beste Torschützen
| Rang                                          | Spieler                   | Mannschaft                 | Tore (davon 7 m) | Spiele |
| --------------------------------------------- | ------------------------- | -------------------------- | ---------------- | ------ |
| 1                                             | Nicolaj Jørgensen         | Sønderjyske Herrehåndbold  | 275 (85)0        | 30     |
| 2                                             | Tobias Grøndahl           | GOG                        | 230 (103)        | 37     |
| 3                                             | Noah Gaudin               | Skjern Håndbold            | 216 (0)0         | 35     |
| 4                                             | William Aar               | Team Tvis Holstebro        | 205 (0)0         | 37     |
| 5                                             | Marcus Midtgaard Sørensen | Mors-Thy Håndbold          | 176 (0)0         | 32     |
| 6                                             | Joaquim Nazaré            | Skjern Håndbold            | 175 (4)0         | 37     |
| 7                                             | Morten Hempel Jensen      | Skanderborg-Århus Håndbold | 168 (51)0        | 32     |
| 8                                             | Frederik Tilsted          | GOG                        | 162 (0)0         | 36     |
| 8                                             | Thomas Bohl Damgaard      | Team Tvis Holstebro        | 162 (1)0         | 37     |
| 10                                            | Tobias Nielsen            | TMS Ringsted               | 159 (71)0        | 30     |
| Quelle: tophaandbold.dk, Stand: 30. Juni 2025 |                           |                            |                  |        |

## Beste Torhüter
| Rang                                          | Spieler                    | Mannschaft            | Paraden (davon 7 m) | Quote in % | Spiele |
| --------------------------------------------- | -------------------------- | --------------------- | ------------------- | ---------- | ------ |
| 1                                             | Niklas Landin Jacobsen     | Aalborg Håndbold      | 230 (21)            | 32,0       | 28     |
| 2                                             | Christoffer Bonde          | Skjern Håndbold       | 417 (14)            | 31,1       | 37     |
| 3                                             | Sebastian Frandsen         | Fredericia HK         | 141 (6)0            | 31,0       | 25     |
| 4                                             | Thorsten Fries             | Fredericia HK         | 158 (21)            | 30,6       | 21     |
| 5                                             | Magnus Kjærsgaard Petersen | Nordsjælland Håndbold | 234 (4)0            | 30,4       | 30     |
| 6                                             | Sander Heieren             | Team Tvis Holstebro   | 293 (11)            | 31,6       | 30     |
| 7                                             | Mikkel Løvkvist            | Bjerringbro-Silkeborg | 234 (16)            | 30,2       | 27     |
| 8                                             | Fabian Norsten             | Aalborg Håndbold      | 196 (7)0            | 29,4       | 36     |
| 9                                             | Peter Johannesson          | GOG                   | 219 (12)            | 29,4       | 37     |
| 10                                            | Jimmi Andersen             | Nordsjælland Håndbold | 138 (8)0            | 29,3       | 28     |
| Quelle: tophaandbold.dk, Stand: 30. Juni 2025 |                            |                       |                     |            |        |

## Auszeichnungen
In das All-Star-Team der Håndboldligaen 2024/25 wurden folgende Spieler gewählt:
| Position        | Spieler                   | Mannschaft                |
| --------------- | ------------------------- | ------------------------- |
| Torhüter        | Thorsten Fries            | Fredericia HK             |
| Linksaußen      | Patrick Volz              | Sønderjyske Herrehåndbold |
| Rückraum links  | Marcus Midtgaard Sørensen | Mors-Thy Håndbold         |
| Rückraum Mitte  | Thomas Sommer Arnoldsen   | Aalborg Håndbold          |
| Rückraum rechts | Edwin Aspenbäck           | Team Tvis Holstebro       |
| Rechtsaußen     | Carl-Emil Haunstrup       | Nordsjælland Håndbold     |
| Kreisläufer     | Andreas Søgaard           | Ribe-Esbjerg HH           |